# سیارک ۱۸۱۵۲
سیارک ۱۸۱۵۲ (به انگلیسی: 18152 Heidimanning، نامگذاری:2000OW60) هجده هزار و صد و پنجاه و دومین سیارک کشف شده‌است که در ۲۹ ژوئیه ۲۰۰۰ کشف شد.
قدر مطلق سیارک برابر ۲۸.۲ است.